# Uranami
L'Uranami (浦波? lett. "Onda nella baia"), sino al 1º agosto 1928 denominato 44-Gō kuchikukan (第44駆逐艦? lett. "cacciatorpediniere Numero 44"), è stato un cacciatorpediniere della Marina imperiale giapponese, decima unità appartenente alla classe Fubuki. Fu varato nel novembre 1928 dal cantiere di Sasebo.
Appartenente alla 19ª Divisione, nei primi mesi di guerra in Estremo Oriente protesse vari convogli nelle acque della Malaysia, delle Indie orientali olandesi e dell'Oceano Indiano operando nella squadra del viceammiraglio Jisaburō Ozawa. Presente alla battaglia delle Midway (4-6 giugno), ma lontano dall'azione principale, rientrò in Giappone indenne e dalla fine di agosto prese parte alla campagna di Guadalcanal: più precisamente completò numerosi viaggi del Tokyo Express, eseguendo un paio di volte dei tiri sulla testa di ponte statunitense, quindi a metà novembre 1942 combatté nella seconda fase della battaglia navale di Guadalcanal e non ricevette alcun danno. Dopo un intenso servizio di guardia alla base aeronavale di Truk, a partire dal 1943 fu demandato esclusivamente alla scorta di trasporti, mercantili, petroliere e raramente grandi navi da guerra nei loro spostamenti attraverso le varie basi nipponiche dell'Oceano Pacifico occidentale: sopravvissuto alla battaglia del Mare di Bismarck (2-4 marzo), nei mesi centrali dell'anno rimase comunque in riparazione dopo aver abbordato ad alta velocità una secca non segnalata. Assegnato all'inizio del 1944 alla Flotta dell'Area sud-occidentale e poi alla 16ª Divisione incrociatori (Aoba, Kinu), concentrò le missioni di scorta tra Singapore e le Filippine. In ottobre fu trasferito in questo arcipelago e aggregato alle forze dell'operazione TA (rifornimento dal mare dell'isola di Leyte, sulla quale divisioni statunitensi erano sbarcate il 20): il 26 ottobre, a metà della traversata, rimase vittima di un folto gruppo di velivoli imbarcati nemici e affondò con circa metà dell'equipaggio ucciso.

## Servizio operativo

### Costruzione
Il cacciatorpediniere Uranami fu ordinato nell'anno fiscale edito dal governo giapponese nel 1927, inizialmente con la denominazione "cacciatorpediniere No. 44" (44-Gō kuchikukan in lingua giapponese). La sua chiglia fu impostata nel cantiere navale di Sasebo il 28 aprile 1927 e il varo avvenne il 29 novembre 1928; fu completato il 30 giugno 1929 e il 1º agosto 1928, intanto, aveva assunto il suo nome definitivo, avendo la Marina imperiale abbandonato alla data il sistema di nomenclatura del naviglio leggero con soli numeri. La nave formò con l'Isonami, lo Shikinami e l'Ayanami la 19ª Divisione, dipendente dalla 3ª Squadriglia della 1ª Flotta; ne divenne anche ammiraglia.

### 1941-1942
Tra 1940 e 1941 il comando fu assunto dal capitano di corvetta Tsutomu Hagio e la divisione passò agli ordini del capitano di vascello Ranji Ōe, che si sistemò sull'Uranami con il proprio stato maggiore. Il 20 novembre 1941 l'Uranami seguì la divisione d'appartenenza e l'intera 3ª Squadriglia da Kure a Samah sull'isola di Hainan, raggiunta il 26. Dal 4 dicembre fu coinvolto quindi nelle operazioni anfibie della 2ª Flotta del viceammiraglio Nobutake Kondō attorno alla Malaysia, attività che lo portarono a toccare la baia di Cam Ranh e la base militare di Mako nelle Pescadores. Il 19 dicembre, nel corso dei viaggi di scorta ai convogli d'invasione, collaborò con l'Ayanami nell'affondamento del sommergibile olandese O-20, traendo in salvo trentadue superstiti. A partire dalla metà del gennaio 1942 fu incaricato della difesa degli incrociatori pesanti della 7ª Divisione (Mogami, Mikuma, Suzuya, Kumano), che costituirono il fulcro della scorta a distanza dei reparti che sbarcarono sulle isole Anambas, a Bangka e a Palembang. Fu quindi aggregato alla scorta del gruppo d'invasione occidentale per Giava, che sbarcò truppe il 28 febbraio e 1º marzo 1942, poi seguì la squadra del viceammiraglio Jisaburō Ozawa che il 12 marzo fece approdare altri reparti nella porzione settentrionale di Sumatra, operazione completata con facilità. Questa formazione penetrò nei giorni seguenti nell'Oceano Indiano e il 23 marzo occupò senza opposizione le isole Andamane: per circa due settimane l'Uranami condusse dunque pattugliamenti e servizio di scorta da Port Blair, poi rientrò a Singapore al seguito delle ingenti forze che avevano appena condotto una riuscita incursione e il 13 aprile salpò con la divisione per il Giappone; dopo una tappa alla baia di Cam Ranh arrivò il 22 a Kure, dove fu subito ormeggiato per una revisione generale. La 19ª Divisione scortò dunque il grosso della 1ª Flotta, guidata dall'ammiraglio Isoroku Yamamoto comandante anche la Flotta Combinata, nel corso della battaglia delle Midway (4-6 giugno), ma essa rimase troppo distante dalla 1ª Flotta aerea del viceammiraglio Chūichi Nagumo e non ebbe parte alcuna nel combattimento. Il 9 giugno, durante il rientro in patria, l'Uranami abbordò l'Isonami e per i danni riportati poté sviluppare solo 24 nodi di velocità. Giunto a Kure, fu messo in bacino di carenaggio e riparato entro il 2 luglio, potendo così salpare il 14 di scorta all'incrociatore ausiliario Kiyozumi Maru che, dopo una tappa a Formosa, giunse a Singapore il 23 luglio. L'Uranami lasciò il grande porto il 28 luglio e tre giorni dopo si fermò a Mergui in Birmania, dove già si trovavano la sua divisione e altri reparti navali, pronti a condurre operazioni di disturbo nell'Oceano Indiano.

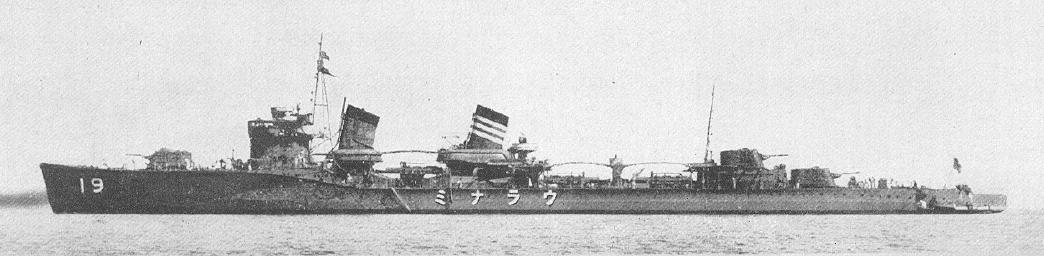
Visuale da babordo dellUranami; si apprezza il profilo tipico delle navi classe Fubuki

Tuttavia l'8 agosto, in risposta all'improvviso sbarco statunitense su Guadalcanal, la missione fu annullata e l'Uranami salpò subito in difesa di due petroliere che fecero tappa a Makassar e Tarakan prima di incontrarsi, il 21 agosto, con la 2ª e 3ª Flotta al largo della grande base aeronavale di Truk. Nel corso della susseguente battaglia delle Salomone Orientali l'Uranami rimase di guardia alle unità di rifornimento delle due formazioni, quindi il 29 fece il suo ingresso nella base avanzata di Rabaul. Il giorno successivo fece rotta per le isole Shortland di scorta all'incrociatore leggero e ammiraglia della 3ª Squadriglia Sendai: giunto il 1º settembre, caricò subito un nucleo di fanteria e partì alla volta di Guadalcanal, dove lo fece scendere. Il 4 settembre fu messo a capo di un gruppo di cacciatorpediniere (Shikinami, Murakumo, Hatsuyuki, Yudachi, Ariake) assieme ai quali fece approdare circa 1000 soldati nipponici a Punta Taivu (est della testa di ponte statunitense); il 6 si portò al largo dell'isola con lo Shikinami, lo Yudachi, l'Ariake per attaccare un convoglio: non avvistatolo, i cacciatorpediniere eseguirono un cannoneggiamento di Henderson Field. Anche l'8 effettuò una puntata offensiva su Guadalcanal, rimasta senza esito, quindi l'11 guidò un altro viaggio del Tokyo Express; due giorni più tardi coordinò invece l'intervento di una mezza dozzina di cacciatorpediniere che tirarono sulla testa di ponte, in appoggio all'offensiva del generale Kawaguchi. Dopo queste azioni, l'Uranami fu alla testa di altre quattro traversate volte a portare rinforzi alla guarnigione, svoltesi il 21 settembre e il 3, il 6 e il 9 ottobre. Il 12 salpò dalle Shortland e andò incontro alle portaidrovolanti Nisshin e Chitose, di ritorno da una riuscita missione di rifornimento; collaborò poi con l'Asagumo e lo Shirayuki nella ricerca di naufraghi dopo la battaglia di Capo Speranza. Il 17 recò truppe su Guadalcanal e il 19 guidò una missione di trasporto, accusando danni superficiali e cinque vittime tra l'equipaggio nel corso di un attacco aereo nemico; rientrò comunque alle Shortland e qui il 1º novembre il comandante Hagio fu promosso capitano di fregata. All'inizio di novembre (provvisoriamente ammiraglia dello squadriglia e con a bordo il comandante, contrammiraglio Shintarō Hashimoto) capeggiò due trasferimenti di truppe a Guadalcanal e dal 6 al 9 scortò il Sendai dall'arcipelago a Truk, dove si riunì la 2ª Flotta per condurre un bombardamento notturno dell'aeroporto e sgombrare la strada a un importante convoglio. I piani giapponesi furono frustrati durante la battaglia navale di Guadalcanal (12-15 novembre): l'Uranami partecipò nella notte dl 14-15 alla seconda fase dello scontro, infliggendo danni gravi a quattro cacciatorpediniere statunitensi operando assieme all'Ayanami, allo Shikinami e altre unità nipponiche. Nelle prime ore del 15 novembre trasse in salvo l'equipaggio dell'Ayanami, gravemente danneggiato, e lo colò a picco con un paio di siluri. Il 18 si fermò a Truk e nei due mesi successivi fu incaricato di pattugliarne le acque e scortare le navi in entrata e uscita dalla rada.

### 1943
Dal 14 al 20 gennaio 1943 l'Uranami si unì al Murasame e accompagnò sino a Yokosuka la portaerei di scorta Chuyo, quindi proseguì da solo sino all'arsenale di Uraga (Tokyo) per essere messo in bacino di carenaggio; durante la revisione aggiunse un'installazione binata di mitragliatrici Type 93 da 13,2 mm davanti alla plancia, su un apposito ballatoio. Rimesso in acqua il 6 febbraio, il giorno seguente partì con il Murasame e scortò la Chuyo nuovamente a Truk, che lasciò il 13 in difesa di un convoglio, giunto il 17 febbraio a Rabaul. Quattro giorni dopo salpò a capo di una missione di trasporto truppe per Madang, conclusasi con successo il 24: il giorno seguente la 19ª Divisione fu trasferita alla 1ª Flotta di scorta, dipendente dalla Flotta dell'Area sud-occidentale, ma il 28 fu coinvolta al completo nella scorta a un gruppo di otto trasporti, carichi di uomini, benzina, veicoli e munizioni destinati alle posizioni di Lae e Salamaua. Il convoglio fu localizzato e distrutto nel corso di un violento attacco aereo alleato; l'Uranami sopravvisse senza danni e s'impegnò nel salvataggio dei naufraghi, che fece scendere a Rabaul. Il 7 salpò e recò truppe sull'isola di Kolombangara, tornando alla base il 10, poi il giorno dopo partì per Soerabaja, che raggiunse il 19 marzo dopo una sosta a Balikpapan: fu subito coinvolto nella scorta di un convoglio da questa città sino a Sorong (22-30 marzo) ma, di ritorno dalla missione, urtò ad alta velocità una scogliera vicino Makassar e subì danni ingenti alla carena. Con propri mezzi si trascinò sino a Soerabaja, nel cui arsenale rimase in riparazione dal 26 aprile al 13 agosto: il 13 maggio il comandante Hagio fu sostituito dal capitano di corvetta Tomō Tanaka. Una volta rientrato in servizio, l'Uranami rispose direttamente al comando della Flotta dell'Area sud-occidentale (la divisione gli era stata riassegnata il 15 aprile) e completò svariate missioni di scorta o pattugliamento nelle acque dell'Indonesia, l'ultima delle quali lo portò comunque sino a Manila; durante questo periodo, precisamente il 20 settembre, la 19ª Divisione fu di nuovo trasferita e posta in subordine alla 16ª Divisione incrociatori, composta dall'Aoba e dal Kinu. Rientrato il 25 dicembre a Singapore, vi rimase circa due settimane in manutenzione.

### 1944 e l'affondamento

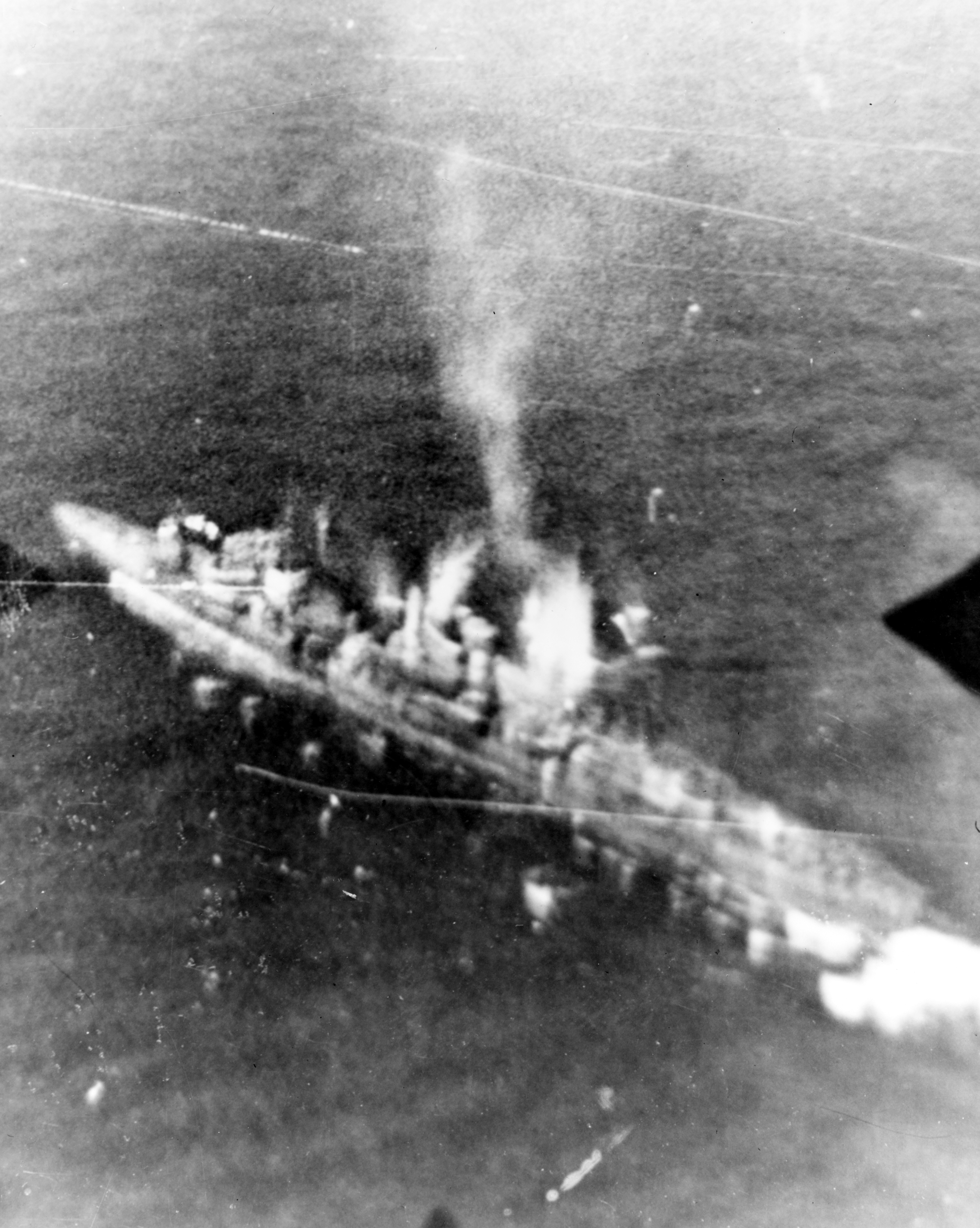
Una probabile immagine dellUranami, ripreso durante l'attacco che ne provocò l'affondamento

Il 3 gennaio 1944 l'Uranami, di nuovo in efficienza, partì assieme all'incrociatore leggero Kuma, che fece scalo a Mergui e Penang per l'approdo di truppe; l'11 l'incrociatore cadde però vittima del sommergibile britannico HMS Tally-Ho e lo Uranami trasse in salvo i superstiti, che scesero quattro giorni dopo a Singapore. Il 30 e 31 gennaio l'Uranami prestò assistenza al Kinu, che stava trainando l'incrociatore leggero Kitakami, a sua volta colpito da un battello avversario. Rimase quindi ormeggiato a Singapore, in manutenzione, per buona parte del mese di febbraio. Il 27 salpò e scortò sino all'Oceano Indiano gli incrociatori Aoba, Tone e Chikuma, attendendoli presso l'isola di Bangka sino al 16 marzo: si riunì loro a Batavia ed entro il 25 tutte le unità rientrarono a Singapore. Il 2 aprile partì assieme al Kinu e giunse l'8 a Davao, dove prese in consegna un convoglio diretto alle isole Palau: il viaggio fu inframmezzato da una tappa a Saipan, dove il 15 aprile il comandante Tanaka cedette il posto al capitano di corvetta Masuhide Sako, e i trasporti giunsero a destinazione il 26 aprile. Lo stesso giorno l'Uranami ripartì a difesa del Kinu, che fece sbarcare truppe sull'isola di Tokobe prima di fare rotta per Tarakan: le due unità toccarono il porto il 1º maggio. Dal 5 maggio il cacciatorpediniere fu impegnato nella scorta di alcuni convogli di petroliere che da Tarakan facevano rotta sino alle isole Palau, passando per l'ancoraggio di Tawi Tawi; il 31 lasciò l'arcipelago e diresse a tutta forza su Davao (raggiunta il giorno seguente) per partecipare all'operazione Kon, il tentativo di rifornire la guarnigione dell'isola di Biak sotto attacco: le sortite del 2 e dell'8 giugno, però, fallirono a causa della troppo intensa sorveglianza statunitense. Portatosi l'11 a Batjan, l'Uranami salpò il 14 di scorta all'Aoba e al Kinu, che giunsero il 2 luglio a Singapore; qui il cacciatorpediniere rimase ormeggiato per il mese successivo. Durante la manutenzione fu nettamente potenziata la dotazione contraerea: al posto della torre sopraelevata di poppa furono piazzati due impianti tripli di cannoni Type 96 da 25 mm L/60; due altri furono raggruppati su una piattaforma rialzata, opportunamente costruita tra i lanciasiluri poppieri. Sul castello di prua e lungo le murate di poppavia furono sistemati altri Type 96 in postazioni singole (totale dieci) e, infine, le Type 93 davanti al ponte furono rimpiazzate da una coppia di Type 96. In ultimo l'equipaggiamento antisommergibile si accrebbe di due lanciatori Type 94 e arrivò a contare diciotto bombe di profondità.
Tornato operativo il 4 agosto, dal 7 all'11 accompagnò il Kinu in una missione trasporto truppe sino a Manila, dove a sua volta caricò truppe che depositò il 16 a Cebu; tre giorni dopo lasciò urgentemente il porto per recare soccorso all'incrociatore leggero Natori, colpito da un sommergibile, ma non riuscì a ritrovarlo e il 21 tornò a Cebu. Il 24 partì e rientrò a Singapore, da dove condusse pattugliamenti e servizio di scorta dalla fine del mese. Periodicamente controllato, lo Uranami fu dotato del radar Type 13 da ricerca aerea (montato sull'albero maestro) e del radar Type 22 per la localizzazione di bersagli navali (fissato all'albero tripode prodiero). Il 21 ottobre salpò assieme agli incrociatori gregari e si fermò il 23 a Manila; il giorno successivo la rada fu bersaglio di un'intensa incursione di apparecchi imbarcati statunitensi e l'Uranami, mancato di misura da alcune bombe, fu mitragliato più volte: si ebbero quattro morti, nove feriti e alcune deformazioni alla carena che non permisero di superare i 28 nodi. La sera stessa l'Uranami e il Kinu presero a bordo alcuni reparti di fanteria e partirono per Mindanao, dove si unì a diversi trasporti militari prima di navigare sino a Ormoc sull'isola di Leyte. Il 26 ottobre, al largo delle coste dell'isola di Panay, il gruppo giapponese fu individuato e attaccato da velivoli americani, lanciati dal Task Group 77.4; l'Uranami fu presto centrato da due bombe e vari razzi, affondando 70 miglia a nord-nord-est della città di Iloilo (11°50′N 123°00′E) con 103 morti, tra i quali figurava il comandante Sako. I 94 naufraghi, così come quelli del Kinu, furono tratti in salvo dai trasporti.
Il 10 dicembre 1944 l'Uranami fu depennato dai ruoli della Marina imperiale.